# 罗通 (少将)
罗通（1915年—2005年），中国人民解放军将领、中国人民解放军开国少将。
曾任装甲兵第一坦克学校副政委。1955年，授予中国人民解放军少将。